# Munising
Munising è un comune degli Stati Uniti d'America, situato nello Stato del Michigan, nella contea di Alger, della quale è il capoluogo.